# Trois jours de Vaucluse 2009
La 3e édition de la course cycliste Trois jours de Vaucluse a eu lieu du 27 février au 1er mars 2009. Elle était classée 2.2 à l'UCI Europe Tour 2009.

## Les étapes
| Détail    | Date       | Villes étapes                           | km  | Vainqueur d'étape | Leader du classement général |
| 1re étape | 27 février | Peugeot Berbiguier à Cavaillon - Bédoin | 164 | Maxime Bouet      | Maxime Bouet                 |
| 2e étape  | 28 février | Valréas - Valréas                       | 180 | Jimmy Engoulvent  | David Le Lay                 |
| 3e étape  | 1er mars   | Le Thor - Pertuis                       | 165 | Martin Pedersen   | David Le Lay                 |

## Classement général final
| Classement | Pays et Nom         | Equipe                    | Temps               |
| 1.         | David Le Lay        | Agritubel                 | en 13 h 01 min 48 s |
| 2.         | Maxime Bouet        | Agritubel                 | m.t.                |
| 3.         | Martin Pedersen     | Team Capinordic           | + 1 min 12 s        |
| 4.         | Samuel Plouhinec    | Team Wilo Agem 72         | m.t.                |
| 5.         | Johan Mombaerts     | Auber 93                  | m.t.                |
| 6.         | Julien Mazet        | Auber 93                  | m.t.                |
| 7.         | Aleksejs Saramotins | Designa Kokken            | + 1 min 27 s        |
| 8.         | Thomas Rabou        | Rabobank Continental      | + 1 min 30 s        |
| 9.         | Jimmy Engoulvent    | Besson Chaussures-Sojasun | + 1 min 34 s        |
| 10.        | Bastiaan Giling     | Designa Kokken            | m.t.                |